# Ehrharta colensoi
Ehrharta colensoi är en gräsart som beskrevs av Joseph Dalton Hooker. Ehrharta colensoi ingår i släktet Ehrharta och familjen gräs. Inga underarter finns listade i Catalogue of Life.